# Chinnachowk
Chinnachowk är en ort i Indien.   Den ligger i distriktet Cuddapah och delstaten Andhra Pradesh, i den södra delen av landet, 1 600 km söder om huvudstaden New Delhi. Chinnachowk ligger 135 meter över havet och antalet invånare är 64 053.
Terrängen runt Chinnachowk är platt åt nordväst, men åt sydost är den kuperad. Runt Chinnachowk är det mycket tätbefolkat, med 1 819 invånare per kvadratkilometer. Närmaste större samhälle är Kadapa, 1,3 km väster om Chinnachowk. Runt Chinnachowk är det i huvudsak tätbebyggt.